# Olympische Sommerspiele 1904/Leichtathletik – 2590 m Hindernis (Männer)
Der 2590-Meter-Hindernislauf der Männer bei den Olympischen Spielen 1904 in St. Louis wurde am 29. August 1904 im Francis Field ausgetragen. Die Strecke war ursprünglich mit 2500 Metern ausgeschrieben, war tatsächlich jedoch 90 Meter länger. Gelaufen wurde auf einer Grasbahn mit drei Hindernissen und einem Wassergraben je Runde.
Olympiasieger wurde der US-Amerikaner James Lightbody. Der Ire John Daly, der für das Vereinigte Königreich Großbritannien und Irland startete, gewann die Silbermedaille. Bronze errang der US-Amerikaner Arthur Newton.
Aufgrund der nicht standardisierten Streckenlänge macht es keinen Sinn, für diesen Wettbewerb Rekorde zu benennen.

## Ergebnis
| Platz                | Athlet          | Land           | Zeit (min) |
| -------------------- | --------------- | -------------- | ---------- |
| 1                    | James Lightbody | USA            | 7:39,6     |
| 2                    | John Daly       | Großbritannien | 8:01,6     |
| 3                    | Arthur Newton   | USA            | 8:07,0     |
| 4                    | Frank Verner    | USA            | k. A.      |
| Weitere Teil- nehmer | Harvey Cohn     | USA            | k. A.      |
| Weitere Teil- nehmer | David Munson    | USA            | k. A.      |
| Weitere Teil- nehmer | Richard Sanford | USA            | k. A.      |

Bei nur sieben Teilnehmern gab es keine Vorläufe, alle Athleten traten gemeinsam zum Finale an.
Der irische Favorit John Daly lag lange klar in Führung. Am Wassergraben der letzten Runde schwächelte er jedoch und brach nahezu zusammen. So konnte ihn James Lightbody überholen und noch einen klaren Vorsprung herauslaufen. Auch Arthur Newton, der am darauf folgenden Tag Dritter im Marathonlauf wurde, zog zunächst an dem Iren vorbei. Doch dieser fing sich noch einmal und rettete so noch die Silbermedaille.
Für James Lightbody war dies die erste von drei Goldmedaillen, die er bei diesen Spielen gewann. Ein paar Tage später wurde er Olympiasieger über 800 und 1500 Meter. Er gewann somit beide Mittelstrecken und diesen Hindernislauf.
Arthur Newton errang nur einen Tag nach dem Hindernisrennen auch Bronze auf der Marathonstrecke.
Die Angaben zum Abstand der Läufer zum Sieger Lightbody widersprechen sich in den verschiedenen Quellen zum Teil erheblich. Kluge und die IOC-Seite geben für Daly 7:40,6 min an, während SportsReference von 100 Yards Rückstand spricht, was viel eher mit der hier angegebenen Zeit und den Berichten zum Rennen korrespondiert. Zwischen dem Zweiten und Dritten sieht SportsReference einen Abstand von 25 m bzw. 30 y, was mit der hier vorliegenden Zeitangabe gut übereinstimmt.
Eine weitere Abweichung findet sich bei zur Megede. Er benennt ohne Zeitangaben George Bonhag als Fünften und Harvey Cohn – beide USA – als Sechsten. Die beiden US-Amerikaner David Munson und Richard Sanford tauchen in seiner Auflistung nicht auf.

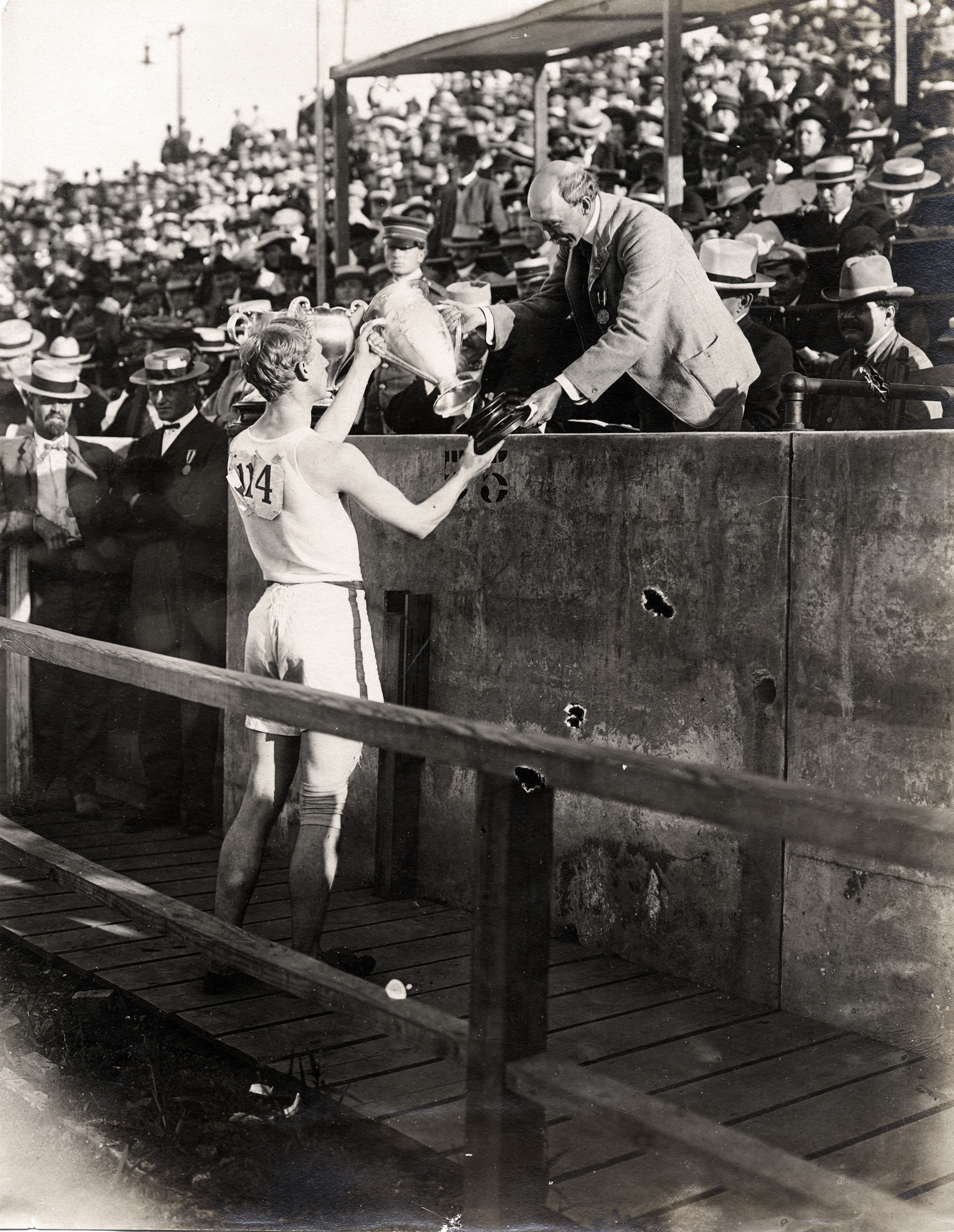
Olympiasieger James Lightbody erhielt den sogenannten Gregg Cup aus der Hand von A.L. Shapleigh, Committee on Physical Culture
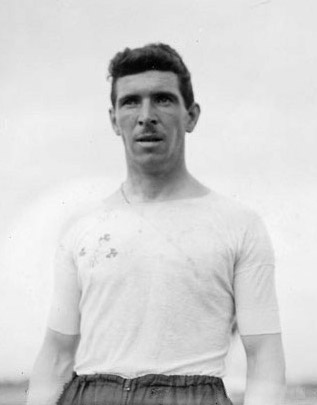
Silbermedaillengewinner John Daly
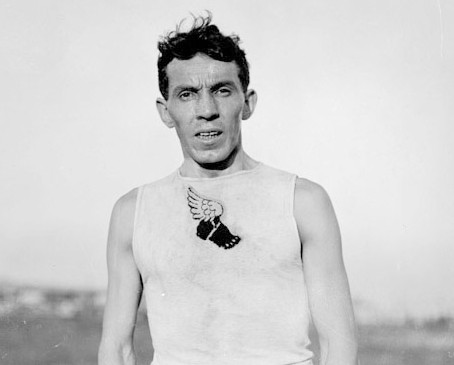
Der Olympiadritte Arthur Newton, auch Bronzemedaillengewinner im Marathonlauf
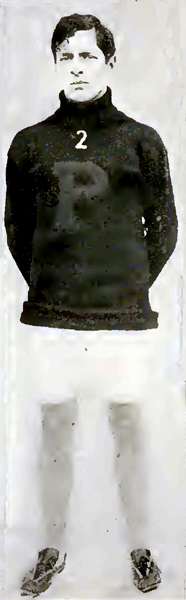
Frank Verner belegte Rang vier